# Point of Departure
Point of Departure – album studyjny amerykańskiego pianisty jazzowego Andrew Hilla, wydany z numerem katalogowym BLP 4167 i BST 84167 w 1965 roku przez Blue Note Records.

## Powstanie
Materiał na płytę został zarejestrowany 21 marca 1964 roku przez Rudy’ego Van Geldera w należącym do niego studiu (Van Gelder Studio) w Englewood Cliffs w stanie New Jersey. Produkcją albumu zajął się Alfred Lion.

## Recepcja
Płyta określana mianem „jednego z najwspanialszych albumów jazzowych lat 60.”, dziełem łączącym umiejętności Kenny’ego Dorhama, Joego Hendersona i Erica Dolphy’ego „w ambitnym materiale, który wydobywa z nich to, co najlepsze”. W The Penguin Guide to Jazz Recordings płytę zaliczono w poczet niezbędnej kolekcji płyt jazzowych (core collection) i wystawiono jej maksymalną ocenę (cztery gwiazdki z koroną), podobnie jak w serwisie muzycznym AllMusic, gdzie określono ją „świetnym dokonaniem, nieodzownym w każdej kolekcji jazzowej, oraz nagraniem, które także teraz, w XXI wieku, wyznacza drogę przyszłości jazzu”, w związku z czym „nie bez powodu Andrew Hill jest zapewne bardziej znany dzięki temu, aniżeli któremukolwiek innemu albumowi ze swojego katalogu”.

## Lista utworów
Opracowano na podstawie materiału źródłowego.
Wydanie LP
Strona A
| Nr | Tytuł utworu    | Muzyka      | Długość |
| -- | --------------- | ----------- | ------- |
| 1. | „Refuge”        | Andrew Hill | 12:12   |
| 2. | „New Monastery” | Hill        | 7:00    |
|    |                 |             | 19:12   |

Strona B
| Nr | Tytuł utworu | Muzyka | Długość |
| -- | ------------ | ------ | ------- |
| 1. | „Spectrum”   | Hill   | 9:42    |
| 2. | „Flight 19”  | Hill   | 4:10    |
| 3. | „Dedication” | Hill   | 6:40    |
|    |              |        | 20:32   |

Utwory dodatkowe na reedycji (1999):
| Nr | Tytuł utworu                     | Muzyka | Długość |
| -- | -------------------------------- | ------ | ------- |
| 1. | „New Monastery (alternate take)” | Hill   | 6:08    |
| 2. | „Flight 19 (alternate take)”     | Hill   | 3:45    |
| 3. | „Dedication (alternate take)”    | Hill   | 7:01    |
|    |                                  |        | 16:54   |

## Twórcy
Opracowano na podstawie materiału źródłowego.
Muzycy:
- Andrew Hill – fortepian
- Kenny Dorham – trąbka
- Eric Dolphy – saksofon altowy, flet, klarnet basowy
- Joe Henderson – saksofon tenorowy
- Richard Davis – kontrabas
- Tony Williams – perkusja

Produkcja:
- Alfred Lion – produkcja muzyczna
- Rudy Van Gelder – inżynieria dźwięku
- Reid Miles – projekt okładki
- Francis Wolff – fotografia na okładce
- Nat Hentoff – liner notes
- Michael Cuscuna – produkcja muzyczna (reedycja z 1999)
- Bob Blumenthal – liner notes (1999)